# 科尔沃勒当贝尔纳
科尔沃勒当贝尔纳（法語：Corvol-d'Embernard，法語發音：[kɔʁvɔl dɑ̃bɛʁnaʁ]）是法国涅夫勒省的一个市镇，属于克拉姆西区。

## 地理
科尔沃勒当贝尔纳（47°17'40"N, 3°23'53"E）面积9.86 平方千米，位于法国勃艮第-弗朗什-孔泰大區涅夫勒省，该省份为法国中部省份，北至约讷省，西北接卢瓦雷省，西接谢尔省，南至阿列省，东南接索恩-卢瓦尔省，东临科多尔省。
与科尔沃勒当贝尔纳接壤的市镇（或旧市镇、城区）包括：马尔西、尚普勒米、沙泽伊、舍瓦讷-尚日。

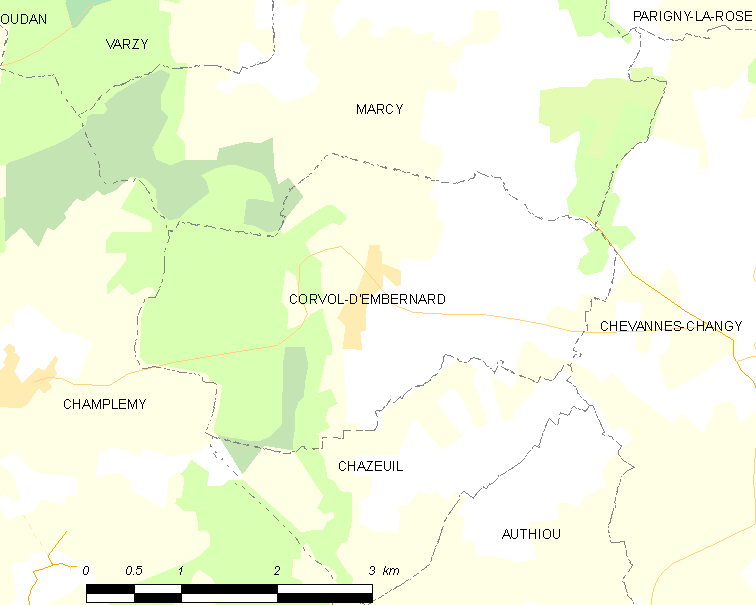
科尔沃勒当贝尔纳的OSM定位图

科尔沃勒当贝尔纳的时区为UTC+01:00、UTC+02:00（夏令时）。

## 行政
科尔沃勒当贝尔纳的邮政编码为58210，INSEE市镇编码为58084。

## 政治
科尔沃勒当贝尔纳所属的省级选区为科尔比尼县。

## 人口

1962-2008年间科尔沃勒当贝尔纳人口变化图示

科尔沃勒当贝尔纳于2022年1月1日时的人口数量为116人。